# Зірочник болотяний
Зірочник болотяний, зірочник болотний (Stellaria palustris) — вид рослин з родини гвоздичних (Caryophyllaceae), поширений у Європі, помірних областях Азії.

## Опис
Багаторічна трав'яниста рослина 15–35 см заввишки. Стебла від прямостійних до висхідних, малорозгалужені, 4-куті, гладкі, блискучі або іноді нижня частина трохи шорстка. Листки супротивні, без черешка, від вузьколанцетних до еліптичних, гладкі, 1-жильні, з цілими краями, часто блакитнувато-зелені. Суцвіття 2–12-квіті, зазвичай нещільні, 2-розгалужені. Віночок радіально-симетричний, білий, ≈ 12–20 мм завширшки; пелюстків 5, глибоко 2-лопатеві (виглядає як 10 пелюсток), довжиною 6–13 мм, довші ніж чашолистки. Чашолистків 5, голі, широко перетинчасті, явно 3-жильні. Тичинок 10. Плід — яйцеподібна, жовтувато-коричнева, 6-клапанна, коробочка довжиною 7–9 мм.

## Поширення
Вид поширений у Європі й помірній Азії; інтродукований до штату Квебек.
В Україні вид зростає на вологих торф'янистих луках, торф'яних болотах — у Поліссі, зазвичай; в Лісостепу, спорадично; в Степу, дуже рідко.